# Diocesi di Imola
La diocesi di Imola (in latino Dioecesis Imolensis) è una sede della Chiesa cattolica in Italia suffraganea dell'arcidiocesi di Bologna appartenente alla regione ecclesiastica Emilia-Romagna. Nel 2023 contava 134.640 battezzati su 141.740 abitanti. È retta dal vescovo Giovanni Mosciatti.

## Territorio
Il territorio della diocesi, interamente in Romagna, è compreso tra la città metropolitana di Bologna e la provincia di Ravenna, e include interamente o in parte i seguenti comuni:
- Imola, Dozza, Casalfiumanese, Castel del Rio, Fontanelice, Borgo Tossignano e Mordano nella città metropolitana di Bologna;
- Lugo, Conselice, Massa Lombarda, Cotignola, Bagnara di Romagna, Solarolo, Castel Bolognese, Riolo Terme e Casola Valsenio in provincia di Ravenna.

Per ragioni storiche le frazioni di Villa San Martino, San Potito e Bizzuno, in comune di Lugo, appartengono alla diocesi di Faenza-Modigliana, così come la frazione di Zattaglia, in comune di Casola Valsenio e le parrocchie di Pace e Biancanigo, in comune di Castel Bolognese. La frazione di San Martino in Pedriolo, in comune di Casalfiumanese, appartiene all'arcidiocesi di Bologna. La frazione di Lavezzola, in comune di Conselice, appartiene all'arcidiocesi di Ravenna-Cervia. Qualche chilometro quadrato in comune di Riolo Terme, nei pressi di Limisano, appartiene invece alla diocesi di Faenza-Modigliana, così come qualche chilometro quadrato in comune di Castel del Rio compreso tra la parrocchia di Valsalva e il confine regionale. Il confine taglia a metà l'abitato di Moraduccio tra Castel del Rio e Firenzuola, ma la parrocchia è unica, ed è parte dell'arcidiocesi di Firenze.

Vi sono poi comuni toccati in piccola parte dalla diocesi di Imola come Cotignola (con le sole parrocchie di Barbiano e Budrio), Solarolo (con le sole parrocchie di Castelnuovo e San Mauro Abate), Monterenzio (con pochi chilometri quadrati compresi tra il comune di Casalfiumanese e la riva ovest del Sillaro, storico confine culturale tra Emilia e Romagna, mentre tutte le parrocchie del comune appartengono all'arcidiocesi di Bologna). La frazione di Giugnola può vantare ben quattro confini: comunale (tra Castel del Rio e Firenzuola), provinciale (tra Bologna e Firenze), regionale (tra Emilia-Romagna e Toscana), diocesano (tra la diocesi di Imola e l'arcidiocesi di Firenze). La chiesa della frazione tosco-romagnola dedicata a San Dionigi l'Areopagita ricade nel territorio comunale di Castel del Rio, ma fa parte dell'arcidiocesi di Firenze.

### Cattedrale e basiliche minori
Sede vescovile è la città di Imola, dove si trova la cattedrale di San Cassiano. Nella sua lunga storia, la diocesi ha avuto due cattedrali diverse: dall'antichità all'alto Medioevo la basilica costruita presso il luogo dove si venerava il sepolcro di San Cassiano (1,5 km ad ovest del vecchio foro); dal XIII secolo l'attuale cattedrale.
Nel territorio diocesano, oltre alla cattedrale, sorgono altre due basiliche minori:
- la basilica-santuario della Madonna del Molino a Lugo, elevata al rango di basilica minore con decreto del 13 aprile 1951;[1]
- la basilica-santuario della Beata Vergine del Piratello a Imola, elevata al rango di basilica minore con decreto del 19 novembre 1954.[2]

### Parrocchie e vicariati
Il territorio si estende su 740 km² ed è suddiviso in 108 parrocchie, di cui 63 nella città metropolitana di Bologna e 45 in provincia di Ravenna.
Le parrocchie sono organizzate in 7 vicariati:
- Imola
- Dozza-Toscanella
- Vallata del Santerno
- Vallata del Senio
- Media pianura
- Bassa pianura
- Lugo

### Principali santuari mariani
- Beata Vergine del Piratello (nell'omonima località)
- Santa Maria in Regola (via Cosimo Morelli)
- Santuario della Beata Vergine di Ghiandolino (via Bergullo)[4]
- Santa Maria dei Servi (piazza Mirri)
- Beata Vergine delle Grazie (Via Venturini)[5]
- Santuario della Beata Vergine della Coraglia (via Chiesa di Coraglia)[6]
- Chiesa dell'Assunzione di Maria Vergine (in località Pontesanto)[7]
- Basilica-santuario della Madonna del Molino a Lugo
- Santuario della Beata Vergine della Consolazione a Massa Lombarda[8]

## Storia

### Forum Cornelii
La diffusione del cristianesimo a Forum Cornelii (l'odierna Imola) data probabilmente dal III secolo; il centro di irradiazione fu Ravenna, città portuale con intensi contatti con l'Oriente romano. Durante la persecuzione di Valeriano (258-260), avvenne a Forum Cornelii il martirio di san Cassiano. La tomba del martire divenne presto un luogo di preghiera e pellegrinaggio. Presso la tomba di Cassiano sarebbe molto presto stata edificata una chiesa, che divenne la cattedrale più antica della diocesi imolese. L'edificio aveva dimensioni ragguardevoli: il fronte era lungo 27 metri. Le fondamenta sono state rinvenute nel 1978. Non rimane niente che faccia intuire com'era all'interno. Di essa resta un pulvino, conservato nel Museo comunale. San Cassiano è considerato il fondatore della ecclesia (comunità cristiana) imolese. È patrono della città e della diocesi. Nella vallata del Santerno il cristianesimo si diffuse nel IV-V secolo, a seguito dell'attività missionaria.
Le prime testimonianze dell'esistenza di una diocesi presso Forum Cornelii risalgono al IV secolo e sono contenute in una lettera scritta nei primi mesi del 379 da sant'Ambrogio, arcivescovo di Milano, a un vescovo di nome Costanzo. L'arcivescovo di Milano, che aveva all'epoca giurisdizione su tutta l'Aemilia, gli affidava la cura della Chiesa imolese (ecclesiam quae est ad Forum Cornelii), e lo pregava di visitarla con sollecitudine (de proximo interviens), fino all’ordinazione del nuovo vescovo (donec ei ordinetur episcopus), non potendo egli recarsi tanto lontano (tam longe non possum excurrere). Il primo vescovo di cui si conosce il nome fu San Cornelio, vissuto tra il IV e il V secolo. La lista dei vescovi è incerta (cioè incompleta) fino a tutto l'VIII secolo.
In epoca imperiale il territorio su cui si estendeva la giurisdizione di Forum Cornelii era delimitato, ad est, dal fiume Senio. Oltre il fiume iniziava il territorio di Faventia. Il confine occidentale del territorio corneliese era posto sul torrente Sillaro. Ad ovest, la città di Claterna amministrava il territorio tra i torrenti Sillaro ed Idice. Claterna fu abbandonata tra il V e il VI secolo. In epoca altomedievale il territorio della diocesi corneliese si estese fino al torrente Idice, ovvero 15 km più ad ovest.
Se la prima cattedrale fu edificata fuori del centro abitato, come accadde anche nelle città vicine, la più antica chiesa urbana di Forum Cornelli fu di quella dedicata a San Lorenzo, martirizzato a Roma nel 258. Eretta presumibilmente tra il IV e il V secolo era posta sull'asse della via Emilia e rivolta con l'abside ad oriente nell'area dell'odierna piazza Matteotti. Circa nel VI secolo sarebbe diventata pieve.
Nel V secolo Forum Cornelii entrò nella provincia ecclesiastica di Ravenna (vi rimase fino al 1582). Durante la Guerra gotica (535-553) Forum Cornelii fu distrutta. La città venne abbandonata da quasi tutti gli abitanti. Probabilmente fu distrutta anche la chiesa di San Lorenzo. I sopravvissuti edificarono una nuova chiesa, che ereditò il titolo di S. Lorenzo, nel vecchio foro, sulle rovine della basilica civile romana. Parte dei forocorneliesi si trasferì nel luogo dove risiedeva il vescovo. Attorno alla cattedrale di San Cassiano vennero costruiti altri edifici, tra cui oratori, ospizi e abitazioni private. Il nuovo centro divenne noto come castrum sancti Cassiani.

### Castrum Sancti Cassiani
Nel 568-69 la pianura padana, e quindi anche Imola, subì la traumatica invasione dei Longobardi. Popolo già convertito al cristianesimo, ma di credo ariano, i Longobardi manifestarono ostilità verso l'episcopato cattolico. Solo con la riscossa bizantina, iniziata nel 590 e protrattasi per gli anni seguenti, il vescovo poté ritornare nelle proprie funzioni. Nel VII secolo la lista dei vescovi riporta solo tre nomi: Deusdedit, la cui attribuzione a Imola è tuttavia contestata; Boetus, che prese parte al concilio lateranense del 649; e Barbato, che fu presente a quello romano del 680. Successivamente i Longobardi si convertirono al cattolicesimo. Quando riconquistarono Imola, nel 727-28, non entrarono in attrito con il vescovo locale.
Nell'VIII secolo si presume che castrum Sancti Cassiani fosse un complesso fortificato formato dalla cattedrale, da un monastero dedicato a San Donato e da alcuni edifici di proprietà del monastero benedettino di San Vitale. Nel 774 i longobardi furono sconfitti dai Franchi di Carlo Magno: il loro dominio nell'Italia settentrionale cessò definitivamente. La sede vescovile di San Cassiano ritornò sotto la giurisdizione dell'arcivescovo di Ravenna. Per quanto riguarda Forum Cornelii, nei due secoli seguenti la vita religiosa ruotò attorno alla pieve di San Lorenzo e all'abbazia di S. Maria in Regola, fondata dai bizantini dopo la vittoria contro i Goti. Sulle colline prospicienti l'abitato di Forum Cornelii vi era l'insediamento di Castrum Imolae, il cui protettore era San Matteo. Castrum Imolae era l'unico, tra i tre centri abitati, a non essere dotato di chiesa con fonte battesimale. Le tre pievi del territorio imolese erano infatti San Cassiano, San Lorenzo e Santa Maria in Regola.
A differenza dei centri confinanti, l'autorità civile e quella ecclesiastica non coabitavano nella stessa città: la prima aveva sede a Forum Cornelii, mentre il vescovo risiedeva nel Castrum Sancti Cassiani. La logica conseguenza di questo stato di cose fu l'insorgere di una netta contrapposizione tra i due poteri, che si protrasse per alcuni secoli, prima e dopo il Mille. Fu anche per difendersi da eventuali attacchi dei forocorneliesi che, poco dopo il Mille, Castrum Sancti Cassiani venne fortificato. Una data storica, che segnò uno spartiacque in questo secolare contrasto, fu un atto firmato dal vescovo Morando il 5 gennaio 1084. Di origine germanica, legato alla linea politica imperiale, egli elargì importanti concessioni (in materia di diritti esattivi e di tariffe di transito) alla civitas Corneliese. L'azione, che peraltro non sancì un'equa divisione dei poteri, fu considerata inaccettabile dalla Santa Sede, che depose Morando (1095). Il suo successore fu Ottone, fedele alla sede di Pietro. A partire dal XII secolo diventò più difficile anche la convivenza tra le due comunità ecclesiali: il clero vescovile e quello residente a Forum Cornelii. I contrasti si acuirono in seguito alla fondazione del libero comune, insediato anch'esso nel centro urbano corneliese, che divenne ben presto un centro di potere concorrente a quello vescovile. Ubaldo (ante 1108-1122) lanciò l'interdetto sulla civitas corneliese (forse motivato dal fatto che la chiesa imolese aveva rifiutato i sacerdoti inviati dal vescovo). Successivamente la chiesa imolese si sottomise al vescovo; l'interdetto fu ritirato nel 1114. Nel XII secolo le chiese principali di Imola erano due: l'abbazia di S. Maria in Regola e la pieve urbana di San Lorenzo. Inoltre vi era un monastero benedettino femminile, Santa Maria e Santo Stefano in Diaconia.
Verso il 1130 papa Onorio II, originario dell'Appennino imolese, restituì all'episcopato i diritti precedentemente ceduti dal vescovo Morando. Il documento è importante poiché enumera tutti i monasteri (18), le pievi (17), i castelli (16) e i porti interni (ben 5) esistenti all'epoca nel territorio imolese. I rapporti con la città rimasero tesi. Nel 1132 gli imolesi attaccarono Castrum Sancti Cassiani. Il vescovo Bennone si rifugiò a Conselice, dove rimase fino alla morte, nel 1139. Nel 1150 Imola attaccò nuovamente San Cassiano; gli abitanti fuggirono, il vescovo Rodolfo si rifugiò nella vicina Dozza, dove rimase per almeno tre anni. Nel 1155 il vescovo e la città rivale conclusero la pace. Nel 1159 Imola divenne una città ghibellina, giurando fedeltà all'imperatore Federico I di Svevia. Tale patto di alleanza fece pendere la bilancia dei rapporti di forza verso il centro urbano corneliese. Nel 1162 il vescovo Rodolfo (oggi beato), pur di non obbedire all'ordine dell'imperatore di riconoscere il suo antipapa, Vittore IV, scelse la via dell'esilio alla Massa di Sant'Ambrogio (l'odierno Castel del Rio). Rodolfo morì in esilio nel 1166.

### Imola

#### Dal XII al XIV secolo
Imola
- San Lorenzo (plebs civitatis)
- San Cassiano (plebs episcopii)
- Santa Maria[24]

A monte di Imola
- San Savino in Colle[25]
- San Geminiano in Codrignano
- Sant'Andrea[26]
- S. Maria Assunta in Tossignano
- Santa Maria in Gesso[26]

Collina tra Senio e Sintria
- Santa Maria in Tiberiaco[27]
- San Martino in Collina[28]
- Sant'Angelo in Campiano[29]

Pianura tra Sillaro e Santerno
- Santa Maria in Sellustra
- San Prospero
- Sant'Apollinare in Acquaviva
- San Patrizio[30]

Pianura tra Santerno e Senio
- Santo Stefano in Barbiano
- S. Maria in Centum Licinia[31]

Fonte: A. Ferri, A. Renzi, Fontes salutis, Imola 2002.
Dopo Rodolfo venne Arardo, di nomina imperiale, poi nel 1173 salì sulla cattedra vescovile un presule fedele al papa, Enrico. Nel 1175 Cristiano, cancelliere e generale dell'imperatore, attaccò tutti i castelli guelfi esistenti nella zona, tra cui il castrum sancti Cassiani, che fu raso al suolo. Furono trafugate le reliquie dei santi Pietro Crisologo e Donato. Si salvarono solo quelle di San Cassiano. Dopo la distruzione del castrum, sede episcopale, il vescovo Enrico (1173-1193) dovette trasferirsi ad Imola. Con atto del 3 luglio 1187 il Comune concesse al vescovo il terreno su cui costruire il nuovo duomo e il palazzo vescovile. Nel 1217 anche le reliquie di San Cassiano furono portate nella nuova cattedrale. Dopo l'inurbamento del vescovo, la pieve urbana di San Lorenzo subì un netto ridimensionamento. A sancire la subordinità della chiesa di San Lorenzo rispetto all'edificanda cattedrale fu un atto di papa Celestino III del 1192, che garantì alla sede episcopale tutti i diritti e i privilegi già attribuiti alla sede di san Cassiano.
Nella prima metà del XIII secolo la vita religiosa di Imola fu dominata dalla figura di Mainardino degli Aldigeri. Originario di Ferrara, dove fu ordinato sacerdote, è ricordato per la prima volta a Imola nel 1207. Oltre a ricoprire la carica di vescovo per oltre quarant'anni (1207-1249), fu anche podestà (due volte: 1207 e 1221). Mainardino ebbe il merito di trattare la resa di Castrum Imolae, comune rivale di Forum Cornelii, senza spargimento di sangue. Antico insediamento posto al di là del Santerno, sulle prime colline prospicienti Imola, era dotato di una pieve (intitolata a Santa Maria) con fonte battesimale e camposanto; vi era inoltre un monastero olivetano intitolato a San Matteo. Gli abitanti di Castrum Imolae lasciarono il loro castello e si insediarono a Imola (1222). Successivamente i monaci del convento di S. Matteo si unirono ai canonici imolesi. Durante il suo episcopato San Francesco predicò a Imola e negli altri centri della diocesi. Pochi anni dopo la morte di Francesco, i Frati minori edificarono una chiesetta sulle prime colline imolesi. Alla metà del secolo fondarono un convento fuori porta Appia.
In questo periodo la Romagna subiva il forte espansionismo di Bologna. Il Comune felsineo, tra XII e XIII secolo, fece arretrare la giurisdizione di Imola fino al Sillaro. Il confine occidentale della diocesi corneliese tornò quello dell'epoca romana imperiale, quando esisteva la Diocesi di Claterna (città che amministrava il territorio tra il Sillaro e l'Idice).
Bologna edificò un castrum sul Sillaro intitolato a San Pietro, il suo protettore, a guardia dei nuovi confini nel 1198.
Nel XIV secolo, periodo di rinnovato impulso caritativo e religioso, erano presenti a Imola i conventi dei seguenti ordini: Benedettini (in Santa Maria in Regola; Carmelitani (la loro sede originaria è diventata oggi la canonica della chiesa del Carmine, in via Emilia); Serviti (sia maschili che femminili); Agostiniani; Francescani minori (stanziatisi inizialmente fuori dalla cinta urbana, nel 1359 si stabilirono sulla via Emilia); Domenicani (sia maschili che femminili); Monache clarisse e Camaldolesi.
Molte confraternite gestivano un ospedale per gli infermi: alcuni per soccorrere i poveri, altri per curare i pellegrini diretti a Roma o in Terrasanta. Gestivano un ospedale: le monache domenicane, l'unione laicale dei frati della Penitenza, il terz'ordine degli Umiliati e la confraternita dei Verecondi. La fondazione ospitaliera dei Devoti (confraternita laicale ispirata al movimento francescano) fondò nel 1266 un ospedale cittadino di servizio ai poveri. Nel corso degli anni inglobò altri ospedali cittadini, fino a diventare il principale ospedale della città. Nel 1315 il comune decise di rilevare l'amministrazione dell'ospedale (che aveva assunto il nome di S. Maria della Scaletta o dei Devoti) per gestirlo direttamente.
Nel 1492 Caterina Sforza chiamò a Imola i frati del Terzo ordine regolare di San Francesco. Ad essi assegnò la cura del Santuario della Beata Vergine del Piratello, fatto erigere dalla Signora d'Imola nel luogo in cui la Vergine era miracolosamente apparsa a un pellegrino.

#### Dal XVI secolo all'Età napoleonica
Nell'anno della venuta di Giovanni Mastai Ferretti la popolazione della diocesi era la seguente:
- Imola: 23.893
- Lugo: 18.929
- Castel Bolognese: 4.798
- Massa Lombarda: 4.373
- Conselice: 3.632
- Casola Valsenio: 3.478
- Riolo[42]: 2.440
- Castel del Rio: 2.205
- Mordano: 2.012
- Dozza: 1.866
- Bagnara: 1.610
- Fontana[43]: 1546
- Tossignano[44]: 1543
- Casalfiumanese: 1519.

Totale diocesi: 73.864 abitanti. 
Fonte: don Mino Martelli, «Nuovo Diario», 25 febbraio 1978.
Il 22 aprile 1546 a Lugo fu fondato il Monte di Pietà ad opera di frate Andrea da Imola
Nel 1551 fu istituito il tribunale dell'Inquisizione romana ad Imola (prima di allora le cause venivano istruite a Faenza). In due secoli e mezzo d'attività, l'istituzione esaminò 742 casi di eresia o sospetta eresia.
Nel 1582 la diocesi imolese passò dalla provincia ecclesiastica di Ravenna alla nuova metropolia di Bologna. Vi rimase per pochi anni: già nel 1604 ritornò ad essere suffraganea di Ravenna. Dal 1855 la diocesi è ritornata nuovamente ad essere suffraganea dell'arcidiocesi di Bologna.
Si deve al vescovo Francesco Guarini la fondazione del seminario diocesano il 1º gennaio 1567, appena quattro anni dopo le decisioni prese al concilio di Trento in merito alla formazione del clero. Inizialmente il seminario, il primo fondato in Romagna, ebbe sede nel Monte di Pietà, poi nel vicolo dell'Olivo (1575) e quindi in un edificio poco distante, più ampio e comodo (1584). Nel 1728 fu trasferito in via della Fortezza (oggi via Garibaldi) per volere del vescovo, cardinale Ulisse Gozzadini; fu completato dal successore, Giuseppe Accoramboni (1728-1739). L'attuale seminario si trova fuori Imola, sulla collina di Montericco.
Il 30 aprile 1617, in occasione delle Rogazioni mariane (la quinta domenica dopo Pasqua), per la prima volta venne condotta dentro la città in processione l'immagine della Sacra Vergine conservata nel Santuario del Piratello. Da allora il rito si ripete ogni anno.
Nel 1712 fu ricavata sulla facciata del Palazzo comunale (a circa 5 m di altezza) una nicchia nella quale fu posta una statua della Beata Vergine. Tale statua esiste tuttora.
Nel 1784 l'arcipretura di Piancaldoli e la rettoria di Castiglioncelli furono cedute all'arcidiocesi di Firenze.
Tre papi, da vescovi della diocesi imolese, hanno raggiunto il soglio pontificio: Alessandro VII nel 1655, Pio VII nel 1800 e Pio IX nel 1846. Altri sedici vescovi di Imola furono cardinali.

#### Dall'Età napoleonica alla Seconda guerra mondiale

Il vecchio seminario diocesano, inaugurato nel 1728 (via Garibaldi, Imola).

L'attuale seminario diocesano, inaugurato nel 1973.

L'invasione dell'Italia da parte dell'esercito francese rivoluzionario (1796) causò la chiusura dei seguenti monasteri:
- Santa Maria in Regola, olivetani; Santa Maria del Piratello, regolari osservanti; San Giuliano, canonici regolari lateranensi (1796);
- Santa Maria Maddalena, agostiniane (1797);
- San Michele, agostiniani; San Giovanni Battista, commenda dei Cavalieri di Malta; San Domenico, domenicani; Santa Maria dei Servi, serviti; San Giuseppe, gerolamini; Santo Stefano, clarisse (1798);
- Santissima Annunziata, cappuccine; San Francesco, minori conventuali (1805).

Il convento dei Francescani fu trasformato in teatro comunale mentre la libreria fu espropriata (diverrà il nucleo della biblioteca civica); le Clarisse furono espulse. Delle 41 chiese esistenti in città, 31 furono chiuse dai decreti napoleonici. 
Dopo la Restaurazione, in poco tempo ne furono riaperte 9, ma le altre furono perse per sempre. Quanto ai monasteri, solo le Monache clarisse poterono tornare nelle loro celle, grazie alla riacquisizione dell'edificio monastico da parte di madre Maria Antonia Tommasoli Laziosi.
Nel 1837 il vescovo Giovanni Maria Mastai Ferretti (poi papa Pio IX) tentò di istituire una Cassa di Risparmio a Imola, ma incontrando l'opposizione di alcuni nobili, ripropose l'iniziativa a Lugo, dove già esisteva il Monte di Pietà e con il sostegno della cittadinanza il 13 gennaio 1845 fu fondata la Cassa di Risparmio di Lugo. Nel 1842 lo stesso vescovo approvò la nascita della pia unione dedicata alla Vergine Lauretana. Quell'anno si tenne un pellegrinaggio diocesano alla Santa Casa di Loreto. Nacque da allora una tradizione che si è conservata ancora oggi.
Nel 1862, all'indomani dell'Unità d'Italia, riprese la politica repressiva contro i monasteri. Le suore Domenicane furono espulse dal loro convento: l'amministrazione comunale decise di utilizzarne gli edifici come scuola pubblica (l'attuale scuola Carducci). Nel 1866 il Parlamento approvò le leggi di eversione dell'asse ecclesiastico (regio decreto 3036 del 7 luglio 1866, seguito dalla legge 3848 del 15 agosto 1867). Conseguenza della norma fu la soppressione di quasi tutti i conventi esistenti nella diocesi:
- Monastero delle suore domenicane a Castel Bolognese (24 novembre);
- Monastero delle suore domenicane a Imola (29 novembre);
- Convento di San Michele dell'Osservanza a Imola (4 dicembre);
- Monastero delle suore Clarisse (Santo Stefano) a Imola (13 dicembre);
- Convento dei frati Cappuccini a Imola (17 dicembre);
- Convento di San Domenico a Imola (18 dicembre).

A Lugo furono soppressi il convento maschile (sito nell'attuale via G. Compagnoni) e la comunità che custodiva l'immagine della Beata Vergine del Molino. In quest'ultimo caso il comune restituì il santuario mariano alla diocesi nel 1894. I beni dei conventi espropriati passarono al Demanio statale. La legge 15 agosto 1867 dispose la soppressione di capitoli collegiati, abbazie, canonicati, prelature, benefici e ogni altra fondazione pia, anche laicale. Gli archivi e le biblioteche delle comunità religiose soppresse furono incamerati dalla biblioteca comunale e dai musei civici di Imola.
Dopo la Presa di Roma (1870) sorsero nel territorio della Diocesi cinque nuove congregazioni religiose:
- 1872: a Lugo le Figlie di San Francesco di Sales;
- 1876 a Imola: le «Ancelle del Sacro Cuore di Gesù sotto la protezione di San Giuseppe»;
- 1888: a Lugo le Ancelle del Sacro Cuore di Gesù Agonizzante;
- 1921: a Castel del Rio le «Pie Operaie di San Giuseppe»;
- 1923: a Imola le Piccole Suore di Santa Teresa del Bambin Gesù.

Tra il 1892 e il 1893 Lorenzo Perosi, all'epoca seminarista della diocesi di Tortona, visse ad Imola, dove diresse la cappella musicale del seminario e compì gli studi teologici che lo avrebbero portato nel 1895 al sacerdozio. «La mia carriera incominciò ad Imola» disse anni più tardi Perosi.
Tra i religiosi che hanno rappresentato un sicuro punto di riferimento per le comunità parrocchiali vanno segnalati: il venerabile Carlo Cavina di Lugo (1820-1880); il venerabile Marco Morelli di Lugo (1834-1912); il venerabile Angelo Bughetti di Imola (1877-1935) e don Giulio Minardi di Imola (1898-1990). Il 2 giugno 1962 don Minardi fu insignito dall'allora Capo dello Stato Antonio Segni del titolo di Cavaliere ufficiale al merito della Repubblica per il coraggio dimostrato durante il passaggio del fronte nel dare asilo a perseguitati politici, ebrei e disertori.
Nel 1898 fu fondata la Cassa Rurale di Lugo, espressione del movimento cattolico, la prima nella diocesi di Imola.

#### Sacerdoti assassinati tra il 1944 e il 1945
Cinque sacerdoti della diocesi di Imola morirono durante la seconda guerra mondiale. Per due soli omicidi sono stati identificati con certezza gli autori.

Cinque sacerdoti furono uccisi durante il conflitto:
- Aristide Penazzi (Croara, dicembre 1944), morto per cause belliche;
- Luigi Cardelli (Pediano, 12 aprile 1945), morto per cause belliche;
- Settimio Patuelli (Linaro di Imola, 1882 - Sassoleone, 24 settembre 1944, ucciso dalle truppe tedesche durante una rappresaglia (Eccidio di Sassoleone). Il 25 aprile 2006 il presidente della Repubblica Carlo Azeglio Ciampi gli ha conferito la medaglia d'oro alla memoria[67];
- Luigi Pelliconi (Mordano, 1880 - Poggiolo, 14 aprile 1945), ucciso dalle truppe tedesche;
- Giovanni Ferruzzi (Lugo, 1882 - S. Maria in Fabriago, 3 aprile 1945), ucciso da sconosciuti mentre stava completando le benedizioni pasquali alle case del forese;[68].

Altri tre sacerdoti furono premeditatamente assassinati dopo la fine del conflitto:
- Tiso Galletti (Conselice, 1909 - Spazzate Sassatelli, 9 maggio 1945), fu abbattuto da due partigiani comunisti che lo trovarono seduto insieme ad alcuni congiunti su una panchina e gli scaricarono una raffica di mitra. Il 2 novembre 1954 Efrem Testa, comandante della "polizia partigiana" di Conselice, fu condannato a sedici anni di carcere come autore materiale dell'omicidio. Ottenne il beneficio dell'indulto e non scontò la pena.[69]
- Giuseppe Galassi (Imola, 1890 - San Lorenzo di Lugo, 31 maggio 1945), fu lungamente percosso e poi finito con una raffica di mitra da truppe partigiane comuniste; il suo corpo fu ritrovato in un fossato;[70]
- Teobaldo Daporto (S. Prospero di Imola, 1905 - Casalfiumanese, 10 settembre 1945). Il suo assassino fu un colono del podere parrocchiale. Reo confesso, si suicidò prima di venire trasferito in pretura per essere interrogato.[71]

Durante la seconda guerra mondiale don Giulio Minardi (1898-1990), direttore dell'Istituto "Santa Caterina" di Imola e parroco della chiesa del Carmine, salvò oltre 200 ebrei dalla deportazione nei campi di concentramento nazisti. Israele lo ha incluso nell'elenco dei «Giusti tra le nazioni»; nel 1971 è stato decorato con la medaglia d'oro al valore civile.

#### Dal 1946 ad oggi
Nel secondo dopoguerra si è proceduto alla ricostruzione delle chiese colpite dai bombardamenti. I lavori sono stati affidati all'architetto Vittorio Fiorentini (Imola, 1916-2012). Suoi i progetti delle chiese di Croce in Campo e di Santo Spirito, di Casalino (frazione di Casalfiumanese) e di Tossignano (con l'annesso centro spirituale Villa Santa Maria). Anche il nuovo Seminario diocesano è stata una sua realizzazione.
Nel 1967 Dino Staffa, originario della parrocchia di Santa Maria in Fabriago, nel territorio di Lugo, è stato creato cardinale da Paolo VI.

Nel 1969 è stata posta la prima pietra del nuovo seminario diocesano, in località Montericco, sulle prime colline imolesi. Fu aperto nel 1971.
Nel 1979 la diocesi ha avviato il progetto «Chiese sorelle», scaturito dall'attività missionaria in Brasile iniziata nel 1965 dalle suore di Santa Teresa nelle aree periferiche di alcune diocesi del Paese sudamericano. Alle suore si affiancarono i sacerdoti con la missione di strutturare pastoralmente le parrocchie. Dal 1970 il sacerdote imolese don Leo Commissari (1942-1998) visse nella parrocchia di Saõ Bernardo do Campo fino alla morte. Dal 1979 la diocesi di Imola è "gemellata" con quella di Santo André (Stato di San Paolo). Da quell'anno in poi sono state costruite chiese, centri pastorali e professionali, molte persone si sono aggiunte ai sacerdoti come catechisti e ministri straordinari della comunione.
Nel 1983 Aurelio Sabattani, originario della Pieve di Sant'Andrea, è stato creato cardinale da Giovanni Paolo II. Nel 1986 la diocesi ha ricevuto lo stesso Pontefice, recatosi in visita pastorale in Romagna. Il pontefice è arrivato la sera dell'8 maggio ed è rimasto in città fino al giorno successivo. L'ultima visita di un papa a Imola risaliva al 1857 (Pio IX). 
Nel gennaio 1995 vengono ordinati i primi sei diaconi permanenti nella diocesi imolese dopo la riforma approvata dal Concilio Vaticano II. La loro formazione spirituale è durata tre anni.
Nel 2020 Mauro Gambetti, originario della parrocchia di San Giovanni Nuovo a Imola, è stato creato cardinale da Papa Francesco.

Il 21 settembre 2022, nell'ambito di un riordino delle parrocchie della diocesi, il vescovo ha affidato la cura pastorale di tre parrocchie (Casola Canina, Ortodonico e Sellustra) a un diacono permanente. È il primo diacono a ricevere questo tipo d’incarico dopo la riforma approvata dal Concilio.

## Santi e beati della diocesi

### Santi
- San Cassiano († 303/305) martire, patrono della diocesi
- San Pietro Crisologo (fine secolo IV - 450), vescovo e dottore della Chiesa, patrono secondario di Imola e della diocesi
- San Cornelio († 405), vescovo
- San Donato (fine secolo IV - inizio secolo V)
- San Proietto († 483), vescovo di Imola
- San Maurelio († 532), vescovo di Imola
- San Terenzio (Alto Medioevo)

### Beati
- Beato Basilio (secolo VI)
- Beato Rodolfo da Ravenna, O.S.B., abate di Santa Maria in Regola e vescovo di Imola dal 1147 al 1166
- Beata Lucia da Settefonti (secolo XII)[80]
- Beato Simone da Tossignano (secolo XII)
- Beato Pagano da Lugo (secolo XIII)
- Beato Bonavita da Lugo (1238-1275)
- Beato Giovanni Vespignani (secoli XIII-XIV)
- Beato Pietro Pattarini († 1320)
- Beato Giovanni Tavelli (1368-1446), vescovo di Ferrara negli anni 1431-1446
- Beato Gabriele Sforza (1423-1457)
- Beato Gaspare Sighicelli († 1457)
- Beato Mariano Biondi da Barbiano (circa 1410 - 1495)
- Beato Geremia Lambertenghi (1440-1513)
- Beato Alessandro Baldrati da Lugo (1595-1645)
- Beato Pio IX (1792-1878)

## Cronotassi dei vescovi
Si omettono i periodi di sede vacante non superiori ai due anni o non storicamente accertati.

- Anonimo † (? - 378 deceduto)
- San Cornelio † (IV-V secolo)[81]
- San Proietto † (? - circa 483 deceduto)
- Pacaziano † (menzionato nel 502)
- San Maurelio † (532)[82]
- Nessor (o Messor o Nestore) † (menzionato nel 564)[83]
- Anonimo † (? - circa 596 deposto)
- Anonimo † (597 - ?)
- Basilio † (VI secolo)[84]
- Deusdedit (Diodato) † (632)[16]
- Boetus (Boezio) † (menzionato nel 649)
- Barbato † (menzionato nel 680)
- Eugenio di Imola † (801 - dopo l'817)
- Pietro di Imola † (prima dell'858 - dopo l'861)
- Giovanni I † (in carica nell'886)
- Giovanni II † (menzionato nel 946)
- Giovanni III † (prima del 954 - dopo il 973)[85]
- Raimbaldo † (menzionato nel 998)
- Paolo † (prima del 1012/1215 - dopo il 1032)
- Pellegrino † (menzionato nel 1046)[86]
- Odelrico (o Ulrico o Adelrico) † (prima del 1053 - dopo il 1074)[87]
- Morando † (prima del 1084 - 1094 deposto)
- Ottone † (circa 1095 - circa 1107 deceduto)
- Ubaldo † (prima dell'11 febbraio 1108 - 1122 deceduto)
- Otrico † (1122 - 1125)
- Bennone † (1126 - ca. 1139 deceduto)
- Randuino † (prima di agosto 1140 - dopo giugno 1146)
- Gerardo † (1146 - 1146)
- Beato Rodolfo, O.S.B. † (prima di ottobre 1146 - dopo aprile 1166 deceduto)
- Arardo † (prima di novembre 1167 - circa 1174 deceduto)
- Enrico † (circa 1174 - circa 1193 deceduto)
- Alberto † (1193 - 1200 deceduto)
- Alberto Oselletti[88] † (1200 - 10 marzo 1202 nominato arcivescovo di Ravenna)
- Geremia † (1202 - 1205 deceduto)
- Mainardino degli Aldigeri (erroneamente scritto Aldighieri)[89] † (1205 - 1249 deposto)[90]
- Tommaso degli Ubaldini † (prima del 9 agosto 1249 - 30 ottobre 1269 deceduto)
- Sinibaldo † (1270 - 19 luglio 1297 deceduto)
  - Ramberto † (vescovo eletto)
- Benedetto † (1298 - 1299 deceduto)
- Giovanni Muti Papazzurri[91] † (6 febbraio 1300 - 3 agosto 1302 nominato vescovo di Rieti)
- Matteo Orsini, O.P. † (5 agosto 1302 - 12 gennaio 1317 nominato vescovo di Chiusi)
- Rambaldo (o Raimboldo) † (12 gennaio 1317 - 1341 deceduto)
- Carlo Alidosi † (18 luglio 1342 - circa gennaio 1354 deceduto)
- Litto Alidosi † (29 gennaio 1354 - dopo il 3 luglio 1381 deceduto)
  - Marino del Giudice † (1382) (amministratore apostolico)
- Guglielmo Alidosi † (19 aprile 1382 - 22 dicembre 1382 deceduto)
- Giacomo Carafa † (1383 - 1384 nominato arcivescovo di Bari)
- Emanuele Fieschi † (15 agosto 1386 - 1390 deceduto)
- Antonio Calvi † (31 ottobre 1390 - 22 dicembre 1395 nominato vescovo di Todi)
- Giacomo Guidotti † (22 dicembre 1395 - 1399 deceduto)
- Nicolò d'Assisi † (24 settembre 1399 - 22 marzo 1402 nominato vescovo di Segna)
  - Francesco di Nizza † (1399 - 17 ottobre 1403 nominato vescovo di Nizza) (antivescovo)
- Ermanno Brancaleoni † (23 agosto 1402 - 23 maggio 1412 deceduto)
- Pietro Ondedei † (22 giugno 1412 - 1450 deceduto)
- Beato Gaspare Sighigelli, O.P. † (27 marzo 1450 - 1457 deceduto)
- Antonio Della Volta † (16 settembre 1457 - dicembre 1470 deceduto)
  - Giovanni Dati, O.E.S.A. † (1471 - 1471 deceduto) (vescovo eletto)
- Giorgio Buchi (o de Buchi) † (6 ottobre 1471 - novembre 1479 deceduto)
- Giacomo Passarella † (27 novembre 1479 - 17 settembre 1488 nominato vescovo di Rimini)
- Simone Bonadies † (17 settembre 1488 - 10 febbraio 1511 nominato vescovo di Rimini)
- Domenico Scribonio dei Cerboni † (10 febbraio 1511 - 1533 dimesso)
  - Niccolò Ridolfi † (4 agosto 1533 - 17 maggio 1546 dimesso) (amministratore apostolico)
- Girolamo Dandini † (17 maggio 1546 - 11 maggio 1552 dimesso)
- Anastasio Umberto Dandini † (11 maggio 1552 - 25 marzo 1558 deceduto)
- Girolamo Dandini † (1558 - 4 dicembre 1559 deceduto) (per la seconda volta)
  - Vitellozzo Vitelli † (7 febbraio 1560 - 24 ottobre 1561 dimesso) (amministratore apostolico)
- Francesco Guarini † (24 ottobre 1561 - 1569 deceduto)
- Giovanni Aldobrandini † (26 agosto 1569 - 9 febbraio 1573 dimesso)
- Vincenzo Ercolani, O.P. † (9 febbraio 1573 - 27 novembre 1579 nominato vescovo di Perugia)
- Alessandro Musotti † (9 dicembre 1579 - 23 gennaio 1607 deceduto)[92]
- Giovanni Garzia Millini † (7 febbraio 1607 - 27 giugno 1611 dimesso)
- Beato Rodolfo Paleotti † (27 giugno 1611 - 23 maggio 1619 deceduto)
- Ferdinando Millini † (17 giugno 1619 - 13 agosto 1644 deceduto)
- Mario Theodoli † (17 ottobre 1644 - 19 febbraio 1646 dimesso)
- Marco Antonio Coccini † (19 febbraio 1646 - 15 agosto 1650 deceduto)
- Fabio Chigi † (13 maggio 1652 - 7 aprile 1655 eletto papa con il nome di Alessandro VII)
- Giovanni Stefano Donghi † (2 agosto 1655 - 26 febbraio 1663 nominato vescovo di Ferrara)
- Francesco Maria Ghislieri † (1º settembre 1664 - 4 luglio 1672 deceduto)
- Costanzo Zani, O.S.B. † (12 settembre 1672 - 16 giugno 1694 deceduto)
- Taddeo Luigi dal Verme † (2 gennaio 1696 - 14 marzo 1701 nominato vescovo di Ferrara)
- Filippo Antonio Gualterio † (21 novembre 1701 - 14 ottobre 1709 nominato arcivescovo, titolo personale, di Todi)
- Ulisse Giuseppe Gozzadini † (19 febbraio 1710 - 20 marzo 1728 deceduto)
- Giuseppe Accoramboni † (12 aprile 1728 - 22 febbraio 1739 dimesso)
- Tommaso Maria Marelli, C.O. † (23 febbraio 1739 - 9 febbraio 1752 deceduto)
- Giovanni Carlo Bandi † (20 marzo 1752 - 23 marzo 1784 deceduto)
- Barnaba Chiaramonti, O.S.B. † (14 febbraio 1785 - 8 marzo 1816 dimesso)[93]

Taddeo della Volpe, vicario apostolico (1800-1807);
Luca dal Carretto Mancurti, vicario apostolico (1807-1808);
Carlo Monti, vicario apostolico (1808-1816).
- Antonio Lamberto Rusconi † (8 marzo 1816 - 1º agosto 1825 deceduto)
- Giacomo Giustiniani † (13 marzo 1826 - 16 dicembre 1832 dimesso)
- Beato Giovanni Maria Mastai Ferretti † (17 dicembre 1832 - 16 giugno 1846 eletto papa con il nome di Pio IX)
- Gaetano Baluffi † (21 settembre 1846 - 11 novembre 1866 deceduto)
- Vincenzo Moretti † (27 marzo 1867 - 27 ottobre 1871 nominato arcivescovo di Ravenna)
- Luigi Tesorieri † (27 ottobre 1871 - 2 aprile 1901 deceduto)
- Francesco Baldassarri † (15 aprile 1901 - 9 novembre 1912 deceduto)
- Paolino Tribbioli, O.F.M.Cap. † (9 aprile 1913 - 12 maggio 1956 deceduto)
- Benigno Carrara † (12 maggio 1956 succeduto - 12 marzo 1974 ritirato)[94]
- Luigi Dardani † (12 marzo 1974 - 19 luglio 1989 ritirato)
- Giuseppe Fabiani † (19 luglio 1989 - 18 ottobre 2002 ritirato)
- Tommaso Ghirelli (18 ottobre 2002 - 31 maggio 2019 dimesso)
- Giovanni Mosciatti, dal 31 maggio 2019

## Statistiche
La diocesi nel 2023 su una popolazione di 141.740 persone contava 134.640 battezzati, corrispondenti al 95,0% del totale.
| anno | popolazione | popolazione | popolazione | presbiteri | presbiteri | presbiteri | presbiteri                | diaconi | religiosi | religiosi | parrocchie |
| anno | battezzati  | totale      | %           | numero     | secolari   | regolari   | battezzati per presbitero | diaconi | uomini    | donne     | parrocchie |
| ---- | ----------- | ----------- | ----------- | ---------- | ---------- | ---------- | ------------------------- | ------- | --------- | --------- | ---------- |
| 1950 | 144.226     | 144.450     | 99,8        | 243        | 196        | 47         | 593                       |         | 16        | 354       | 132        |
| 1969 | 137.200     | 148.900     | 92,1        | 196        | 162        | 34         | 700                       |         | 46        | 491       | 113        |
| 1980 | 142.700     | 148.200     | 96,3        | 164        | 139        | 25         | 870                       |         | 31        | 365       | 131        |
| 1990 | 138.500     | 143.600     | 96,4        | 153        | 139        | 14         | 905                       |         | 17        | 340       | 111        |
| 1999 | 149.000     | 150.000     | 99,3        | 136        | 121        | 15         | 1.095                     | 6       | 16        | 337       | 108        |
| 2000 | 135.000     | 139.000     | 97,1        | 135        | 120        | 15         | 1.000                     | 9       | 17        | 170       | 109        |
| 2001 | 135.000     | 140.000     | 96,4        | 133        | 120        | 13         | 1.015                     | 9       | 14        | 163       | 108        |
| 2002 | 135.000     | 140.000     | 96,4        | 132        | 120        | 12         | 1.022                     | 9       | 13        | 158       | 108        |
| 2003 | 135.000     | 140.000     | 96,4        | 131        | 117        | 14         | 1.030                     | 9       | 15        | 153       | 108        |
| 2004 | 135.000     | 140.000     | 96,4        | 123        | 110        | 13         | 1.097                     | 9       | 15        | 150       | 109        |
| 2006 | 135.000     | 145.000     | 93,1        | 119        | 106        | 13         | 1.134                     | 9       | 17        | 140       | 108        |
| 2013 | 134.800     | 142.000     | 94,9        | 113        | 101        | 12         | 1.192                     | 14      | 14        | 117       | 108        |
| 2016 | 137.500     | 144.900     | 94,9        | 105        | 90         | 15         | 1.309                     | 18      | 18        | 110       | 108        |
| 2019 | 136.800     | 144.000     | 95,0        | 93         | 78         | 15         | 1.470                     | 17      | 17        | 103       | 108        |
| 2021 | 136.280     | 143.460     | 95,0        | 94         | 77         | 17         | 1.449                     | 17      | 19        | 95        | 108        |
| 2023 | 134.640     | 141.740     | 95,0        | 90         | 74         | 16         | 1.496                     | 21      | 19        | 85        | 108        |

La seguente statistica mostra l'evoluzione della vita sociale e religiosa nella diocesi dal 1990 al 2010:
[Fonte: Diocesi di Imola, 2012]
| Tipologia                           | 1990             | 2000             | 2010             |
| Popolazione diocesana               | 141.271          | 144.682          | 157.024          |
| Alunni che scelgono l'I. R. C.      | 13.855 (88,55 %) | 14.176 (84,01 %) | 18.802 (83,06 %) |
| Matrimoni religiosi                 | 620 (76,92 % )   | 511 (67,86 %)    | 322 (45,93 %)    |
| Figli nati nel matrimonio           | 92,34 %          | 77,58 %          | 65,53 %          |
| 8 per mille alla Chiesa cattolica   | 61,20 %          | 65,20 %          | 63,90 %          |
| Iscritti a scuole paritarie         | 1.825            | 1.817            | 2.986            |
| Clero secolare                      | 149              | 133              | 116              |
| Età media del clero secolare        | 60,4             | 64,7             | 65,1             |
| Religiose                           | 695              | 752              | 725              |
| Ministeri istituiti                 | 0                | 9                | 34               |
| Aderenti associazioni               | 4.339            | 4.269            | 4.663            |
| Studenti Istituto Scienze Religiose | 74               | 68               | 146              |
| Offerte liberali                    | € 58.717         | € 64.068         | € 42.748         |

## Istituti di vita consacrata
| Ante 1226 - 1798                                                                        | Imola                         | Frati minori                                                               |
| 1226-1296                                                                               | Cunio (rectius Zagonara)      | Frati minori                                                               |
| 1233-1796                                                                               | Lugo                          | Frati minori                                                               |
| metà XIII secolo - 1866                                                                 | Imola                         | Domenicani                                                                 |
| Ante 1254 - 1866 Fine XIX secolo - attivo                                               | Imola                         | Clarisse (monastero di Santo Stefano in via Cavour)                        |
| Ante 1272 - attivo                                                                      | Imola                         | Terz'ordine della penitenza (laici), oggi Terz'ordine francescano secolare |
| Fine XIII secolo - XVII secolo                                                          | Dozza (Monte del Re)          | Frati minori                                                               |
| 1386 - 1840                                                                             | Lugo                          | Canonichesse regolari di Sant'Agostino                                     |
| 1322-1835                                                                               | Massa Lombarda                | Carmelitani                                                                |
| 1326-1798                                                                               | Tossignano                    | Frati minori                                                               |
| XIV secolo-1796 1903 - 1978                                                             | Imola                         | Domenicane di clausura                                                     |
| 1447-1798                                                                               | Castel Bolognese              | Minori conventuali                                                         |
| 1469-2015                                                                               | Imola                         | Minori osservanti                                                          |
| 1477-attivo                                                                             | Lugo                          | Carmelitani                                                                |
| 1478-1653                                                                               | Mordano                       | Minori conventuali                                                         |
| 1484 - 1798 1946 - attivo                                                               | Imola (Piratello)             | Terzo ordine regolare di San Francesco                                     |
| 1492-1866                                                                               | Lugo                          | Domenicani                                                                 |
| Dal Cinquecento ad oggi                                                                 |                               |                                                                            |
| Durata                                                                                  | Luogo                         | Ordine                                                                     |
| 1530-1653                                                                               | Casalfiumanese (fraz. Croara) | Terzo ordine regolare di San Francesco                                     |
| 1530-1798                                                                               | Imola                         | Terzo ordine regolare di San Francesco                                     |
| 1539 - 1866 Fine XIX secolo - attivo                                                    | Imola                         | Cappuccini (monastero in via Villa Clelia)                                 |
| 1578-1974                                                                               | Lugo                          | Cappuccini                                                                 |
| 1581-1988                                                                               | Castel Bolognese              | Cappuccini                                                                 |
| 1590-1798                                                                               | Imola                         | Cappuccine                                                                 |
| 1613-1866 Fine XIX secolo - attivo                                                      | Castel Bolognese              | Domenicane di clausura                                                     |
| 1674-1926                                                                               | Massa Lombarda                | Minori riformati                                                           |
| Seconda metà XVIII secolo – XIX secolo                                                  | Massa Lombarda                | Dorotee                                                                    |
| 1839-1978                                                                               | Casola Valsenio               | Cappuccini                                                                 |
| 1840–1958                                                                               | Lugo                          | Adoratrici Perpetue del Divino Cuore                                       |
| 1845-1985                                                                               | Imola                         | Suore del Buon Pastore                                                     |
| 1858-2005                                                                               | Casola Valsenio               | Maestre Pie di Santa Dorotea                                               |
| 1890-2018                                                                               | Lugo                          | Salesiane di Don Bosco                                                     |
| 1901-2009                                                                               | Castel Bolognese              | Maestre pie dell'Addolorata                                                |
| 1950-2003                                                                               | Tossignano                    | Orsoline dell'Immacolata                                                   |
| Fonti: «Il nuovo Diario-Messaggero», 26 gennaio 1991, 30 settembre 2017 e 9 marzo 2023. |                               |                                                                            |

Nella diocesi di Imola sono presenti 13 istituti di vita consacrata femminili e maschili.
A Imola:
- Piccole suore di Santa Teresa del Bambin Gesù (Istituto religioso fondato a Imola)
- Francescane clarisse di San Tommaso
- Serve di Maria di Ravenna (dal 2011)[108]
- Frati cappuccini
- Terziari regolari di San Francesco (al Santuario del Piratello)
- Monache clarisse (monastero di Santo Stefano)

A Lugo:
- Figlie di San Francesco di Sales (fondato a Lugo nel 1872, presente anche a Massa Lombarda ed a Tossignano)
- Ancelle del Sacro Cuore di Gesù agonizzante (fondato a Lugo nel 1888, è presente anche a Bagnara e a Borgo Tossignano)
- Congregazione missionaria del Santissimo Sacramento
- Ordine carmelitano

In altri centri della diocesi:
- Pie operaie di San Giuseppe (fondato a Castel del Rio nel 1919, è presente anche a Casalfiumanese)
- Monache domenicane (a Castel Bolognese)
- Ancelle del Sacro Cuore di Gesù sotto la protezione di San Giuseppe (fondato a Imola nel 1876, ha sede a Riolo Terme)

Quelli presenti da più lunga data sono le clarisse (arrivarono a Imola nel XIII secolo) e i cappuccini (che ottennero il permesso di insediarsi nel 1539).
Sono presenti inoltre sei istituti secolari:
- Figlie della Regina degli Apostoli;
- Piccola famiglia francescana;
- Istituto Santa Famiglia;
- Vedove oblate trinitarie;
- Ausiliarie trinitarie;
- Missionarie dell'Eucaristia di vita eterna.

## Cardinali oriundi della diocesi
- Francesco Alidosi (1455-1511) - Legato pontificio
- Domenico Ginnasi (1551-1639) - Camerlengo
- Francesco Bertazzoli (1754-1830) - cardinale vescovo di Palestrina
- Antonio Domenico Gamberini (1760-1841) - Segretario di Stato e Camerlengo
- Giovanni Soglia Ceroni (1794-1856)
- Sebastiano Galeati (1822-1901) - Arcivescovo di Ravenna
- Achille Manara (1827-1906), di Bologna da famiglia imolese
- Francesco Salesio Della Volpe (1844-1916) - Camerlengo
- Dino Staffa (1906-1977) - Prefetto della Segnatura Apostolica
- Aurelio Sabattani (1912-2003) - Prefetto della Segnatura Apostolica
- Mauro Gambetti (1966-vivente)